# Анисимов, Александр Александрович (ватерполист)
Анисимов Александр Александрович (род. 30 августа 1987, Караганда) — казахстанский ватерполист, мастер спорта, вратарь «Астаны» и сборной Казахстана.

## Биография

### Клубная карьера
- Многократный чемпион Казахстана
- 4 место в чемпионате России — 2010/11

### Карьера в сборной
- Чемпион Азии — 2012
- Серебряный призёр чемпиона Азии — 2009
- Участник чемпионата мира (2) — 2009 (16 место), 2011 (13 место)